# Loriol-sur-Drôme
Loriol-sur-Drôme je naselje in občina v jugovzhodnem francoskem departmaju Drôme regije Rona-Alpe. Leta 2006 je naselje imelo 5.779 prebivalcev.

## Geografija
Kraj leži v pokrajini Daufineji blizu izliva reke Drôme v Rono, 21 km južno od Valence.

## Uprava
Loriol-sur-Drôme je sedež istoimenskega kantona, v katerega so poleg njegove vključene še občine Ambonil, Cliousclat, Livron-sur-Drôme, Mirmande in Saulce-sur-Rhône s 17.283 prebivalci.
Kanton Loriol-sur-Drôme je sestavni del okrožja Valence.

## Pobratena mesta
- Schwalmstadt (Hessen, Nemčija)
- Tradate (Lombardija, Italija).